# Coetzala (municipalité)
La municipalité de Coetzala est l'une des 212 municipalités de l'État de Veracruz, et est située dans la partie centrale de cet État. Elle se situe à l'ouest du golfe du Mexique, sur les contreforts de la chaîne de montagnes de la Sierra Madre orientale, et fait partie du bassin versant de la rivière Río Blanco, affluent nord du fleuve Río Papaloapan. Son chef-lieu est la ville éponyme de Coetzala. Elle dépend de la région administrative de Las Montañas, qui est une des 10 subdivisions administratives de l'État de Veracruz.

## Géographie
La municipalité de Coetzala s'étend en rive sud de la rivière Río Blanco, qui la borde au nord et forme sa limite administrative. Assise sur les contreforts du massif montagneux de la Sierra Madre orientale, son altitude oscille entre 500 et 1600 mètres. Son chef-lieu est la ville éponyme de Coetzala, qui se situe dans la partie nord de son territoire, en retrait du Río Blanco. Restreint, son territoire couvre une superficie de 9,5 km2, et était peuplé en 2015 de 2236 habitants, pour une densité de 236,6 habitants par km2.
La municipalité est limitrophe au nord de celle de Amatlán de los Reyes, à l'ouest de celle de Naranjal, au sud de celle de Zongolica, et à l'est de celles de Omealca et de Cuichapa.

## Composition et démographie
La municipalité était composée en 2015 de 5 localités, dont une seule était considérée comme urbaine, les autres étant rurales.
| Localité               | Population |
| ---------------------- | ---------- |
| Coetzala               | 1250       |
| Coetzapotitla          | 813        |
| Mirador de San Antonio | 64         |
| Cuesta de San Pedro    | 10         |
| Puente Viejo           | 7          |
| Total population       | 2144       |

En plus de l'espagnol, plusieurs langues amérindiennes sont parlées dans la municipalité, dont les principales sont par ordre d'importance : le nahuatl, les autres sont très marginales.

## Économie

### Agriculture et élevage
La superficie des parcelles semées représentait en 2019 une surface totale de 681 hectares, parmi lesquels 467 hectares étaient voués à la culture du caféier, 111 hectares étaient voués à la culture du maïs, et 75 hectares étaient voués à celle de la canne à sucre.
En 2019, la production de viande par tonnes comprenait 7,5 tonnes de viande porcine, 0,4 tonnes de viande ovine, 0,3 tonne de volailles, et 0,1 tonne de dinde. La superficie vouée à l'élevage représentait alors 56 hectares.